# Полутино (Владимирская область)
Полутино — деревня в Киржачском районе Владимирской области России, входит в состав Кипревского сельского поселения. 

## География
Деревня расположена в 22 км на юг от центра поселения деревни Кипрево и в 9 км на юго-восток от райцентра города Киржач.

## История
В XIX — начале XX века деревня входила в состав Финеевской волости Покровского уезда, с 1926 года — в составе Киржачской волости Александровского уезда. В 1859 году в деревне числилось 33 двора, в 1905 году — 60 дворов, в 1926 году — 89 дворов.
С 1929 года деревня входила в состав Бехтеревского сельсовета Киржачского района, с 1940 года — в составе Акуловского сельсовета, с 1954 года — в составе Новоселовского сельсовета, с 1959 года — в составе Лукьянцевского сельсовета, с 1969 года — в составе Новоселовского сельсовета, с 2005 года — в составе Кипревского сельского поселения.

## Население
| 1859 | 1905 | 1926 | 2002 | 2010 | 2021 |
| ---- | ---- | ---- | ---- | ---- | ---- |
| 118  | ↗344 | ↗422 | ↘18  | ↗27  | ↘17  |